# Fastighets a-kassa
Fastighets arbetslöshetskassa (Fastighets a-kassa), tidigare Fastighetsanställdas arbetslöshetskassa, bildad 1975, är den arbetslöshetskassa som omfattar de som jobbar inom fastighetsskötsel i olika former, till exempel lokalvårdare, fastighetsskötare, städare, fönsterputsare, kvartersvärdar och sanerare. Även den som arbetar inom hästnäring, på golfbana, idrottsplats eller hos Samhall kan bli medlem. Fastighets a-kassa är en ekonomisk förening och därmed en egen juridisk person. 
Fastighets a-kassa är ingen myndighet men bedriver myndighetsutövning när beslut fattas i ersättningsärenden och i ärenden om in- och utträden. Fastighets a-kassas arbete granskas av tillsynsmyndigheten Inspektionen för arbetslöshetsförsäkringen, IAF.

## Uppgift
Fastighets a-kassa uppgift är att betala ut arbetslöshetsersättning till medlemmar vid arbetslöshet i enlighet med bestämmelserna i lag (1997:238) om arbetslöshetsförsäkring, ALF. Arbetslöshetsförsäkringen kompenserar för viss del av inkomstbortfallet vid arbetslöshet. Verksamheten bedrivs i enlighet med lag (1997:239) om arbetslöshetskassor, LAK och Fastighets a-kassas stadgar.

## Organisation
Fastighets a-kassa har kontor i Stockholm. Verksamheten leds av en kassaföreståndare som utses av styrelsen, som i sin tur väljs av a-kassans föreningsstämma. Fastighets a-kassa hade 46 046 per 2025-02-28. 
Organisationsnummer:  802005-4782

## Verksamhetsområde
Fastighets a-kassas verksamhetsområde är begränsat till:
- fastighetsskötare
- vaktmästare
- städare
- fönsterputsare
- kvartersvärdar
- sanerare
- anställd inom hästnäring
- på golfbana eller idrottsplats